# Lodewijk Woltjer
Lodewijk Woltjer (Noordwijk, 26 de abril de 1930 - Genebra, 25 de agosto de 2019) foi um astrônomo neerlandês que estudou na Universidade de Leiden sob a orientação de Jan Oort, conquistando seu Ph.D. em astronomia em 1957, com uma tese sobre a Nebulosa do Caranguejo. Continuou suas pesquisas em várias universidades americanas e foi efetivado como professor de Astrofísica Teórica e de Física do Plasma na Universidade de Leiden.
Entre 1964 e 1975, foi professor de astronomia e chefe do Departamento de Astronomia da Universidade Columbia em Nova Iorque e, até 1987, foi diretor-geral do Observatório Europeu do Sul (ESO), onde liderou a construção do Very Large Telescope. Entre 1994 e 1997, foi presidente da União Astronômica Internacional (IAU). Foi homenageado em 1987 com a Medalha Karl Schwarzschild.
Foi o primeiro editor-chefe do Astronomy and Astrophysics Review, periódico em Astronomia primeiramente publicado em 1989. Também foi editor do Astronomical Journal entre 1967 e 1974.
Foi membro de várias academias científicas espalhadas pela Europa, como as Academias de Ciências da Bélgica, Grã Bretanha, Países Baixos, França e Suécia.